# Opéra National de Montpellier

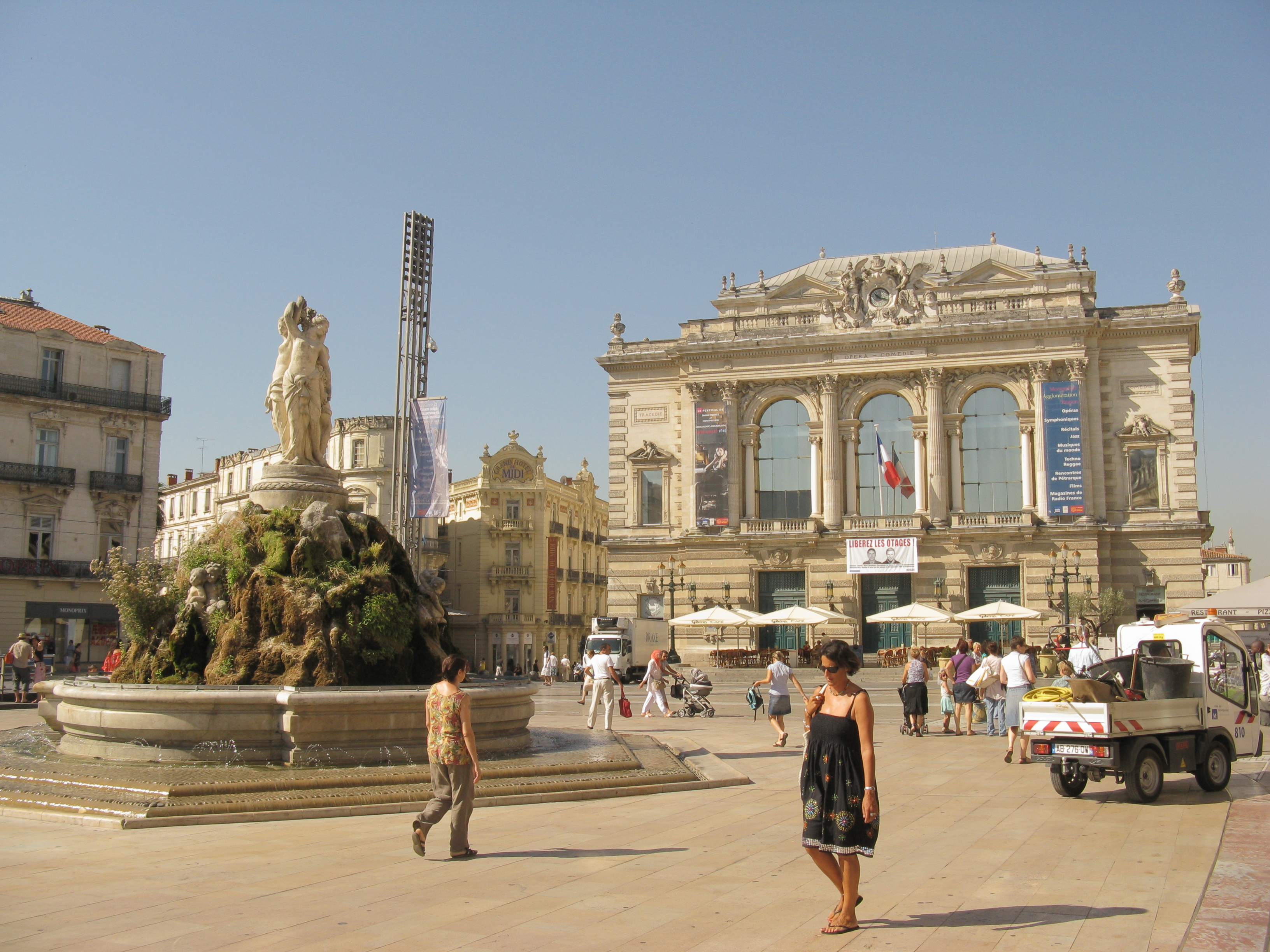
Opéra Comédie in Montpellier

Die Opéra National de Montpellier Languedoc-Roussillon (meist Opéra Comédie genannt) ist ein Opernhaus im französischen Montpellier.
Die Kompagnie wurde im Jahre 1755 gegründet, erhielt den Status einer nationalen Oper jedoch erst im Jahr 2002 durch das französische Kulturministerium.
Hauptsitz der Institution ist die Opéra Comédie an der Place de la Comédie in Montpellier. Das Gebäude wurde 1888 eröffnet. Neben dem Großen Haus mit 1200 Sitzplätzen beherbergt es den Konzertsaal Salle Molière mit 350 Sitzplätzen.
Seit 1990 werden auch Aufführungen in der Opéra Berlioz im Kultur- und Kongresszentrum Le Corum präsentiert, die 2000 Sitzplätze aufweist.
Als Opernorchester wirkt das Orchestre National de Montpellier Languedoc-Roussillon.